# Panchgani
Panchgani (en marathi: पाचगणी) est une petite ville du district municipal de Satara dans l'État du Maharashtra, en Inde.
Le village est situé à 1293 mètres d'altitude, encadré par cinq collines, à une centaine de kilomètres de la ville de Pune. La rivière Krishnâ qui coule à proximité a découpé de véritables canyons dans la montagne

## Informations générales
Fondée par les Anglais dans les années 1860 comme villégiature en raison de son climat clément toute l'année, le village est encore caractérisé par le grand nombre d'hôtels et d'écoles (plus de trente pensionnats). L'élève le plus prestigieux de ces pensionnats est sans conteste un certain Farrokh Bulsara qui fut interne au collège Saint Peter de 1953 à 1958, où son talent musical fut détecté; il est plus connu aujourd'hui sous son nom de scène Freddie Mercury.
A Panchgani se trouve 'Asia Plateau', un centre de rencontres international ouvert en 1967 par l'ONGi Initiatives et Changement, qui accueille de nombreux rencontres et sessions de formation.

## Points d'intérêt touristique
- Sydney Point: à deux kilomètres du village, ce point de vue est situé sur un piton rocheux qui domine la vallée de la Krishnâ. Il permet d'admirer le barrage de Dhom.
- Table Land: ce large sommet plat de roche latéritique est le deuxième plus vaste d'Asie. Il permet d'observer toute la région.
- Parsi Point: ce point de vue se trouve sur la route de Mahabaleshwar et surplombe les eaux bleues du lac du barrage de Dhom.
- Devil's Kitchen: au sud du sommet de Table Land, cette "cuisine du Diable" est nimbée de légendes. On dit que les the Pāndavas du poème épique Mahābhārata y ont résidé pendant un temps.
- Mapro Garden: situé sur la route de Panchgani à Mahabaleshwar, ce jardin se visite et commercialise ses productions (confitures, sirops et confiseries produits par Mapro Foods Pvt Ltd).